# Jansburg
Die Jansburg, auch Hamsburg genannt, ist eine Wallburg des 9./10. Jahrhunderts im Letter Bruch bei Coesfeld in Nordrhein-Westfalen.

## Geschichte
Es liegen keine historischen Daten zu dieser Burganlage vor. Die Bauform spricht am ehesten für eine Anlage aus dem 9./10. Jh. Die Angaben auf dem örtlichen Hinweisschild, dass es sich um eine Burg aus dem 1. Jahrhundert nach Christus handelt, sind definitiv nicht korrekt. Es ist möglich, dass es sich bei der Anlage um eine Wegesperre an der nahe vorbeilaufenden Altstraße zwischen Borken und Dülmen handelte. Der Name Jansburg ist offensichtlich erst im 19. Jahrhundert entstanden und bezieht sich auf die Zugehörigkeit zur Kirche St. Johannes in Coesfeld-Lette. Ursprünglich haftete der Name Hamsburg an der Anlage, was im Niederdeutschen einen grasbewachsenen Landvorsprung am Wasser bezeichnet und die topographische Lage der Burg im Zwickel zwischen zwei Bächen widerspiegelt.
1919, 1924/25 und 1966 wurden Ausgrabungen ausschließlich im Bereich der Wälle durchgeführt. Datierende Funde wurden dabei nicht getätigt, auch nicht bei einer systematische Prospektion des Geländes mit Metalldetektoren 2011/12.

## Beschreibung
Die Jansburg ist ein archäologisch kaum erforschtes Bodendenkmal. Ihre Struktur lässt sich anhand der verfallenen Erdwälle und Gräben noch ausmachen.
Die Burg liegt auf einer flachen Anhöhe, die im Westen, Süden und Osten von den ehemals sumpfigen Auen des Kett- und Wienhorster Baches umschlossen wird. Sie bestand aus einem mit Wall und Graben befestigten Kernwerk von ca. 120 × 80 m Größe und einem nördlich vorgelagerten, 140 m langen Vorwall mit Spitzgraben. Tore sind durch archäologische Ausgrabungen im Norden und Süden der Anlage nachgewiesen. Beim nördlichen Tor könnte es sich um ein Zangentor handeln. Der erhaltene Wallabschnitt im Südwesten ist 8 m breit und noch 2 m hoch erhalten, der vorgelagerte Graben 8 m breit und ca. 2 m tief. Nach den Altgrabungen enthalten die Wälle weder Mauern noch Holzverstärkungen und sind aus abwechselnden Lagen von Heidesand und torfigem Boden aufgeschüttet.
Die Anlage ist heute von Bäumen und Sträuchern bewachsen und fällt in der flachen münsterländischen Landschaft kaum auf.

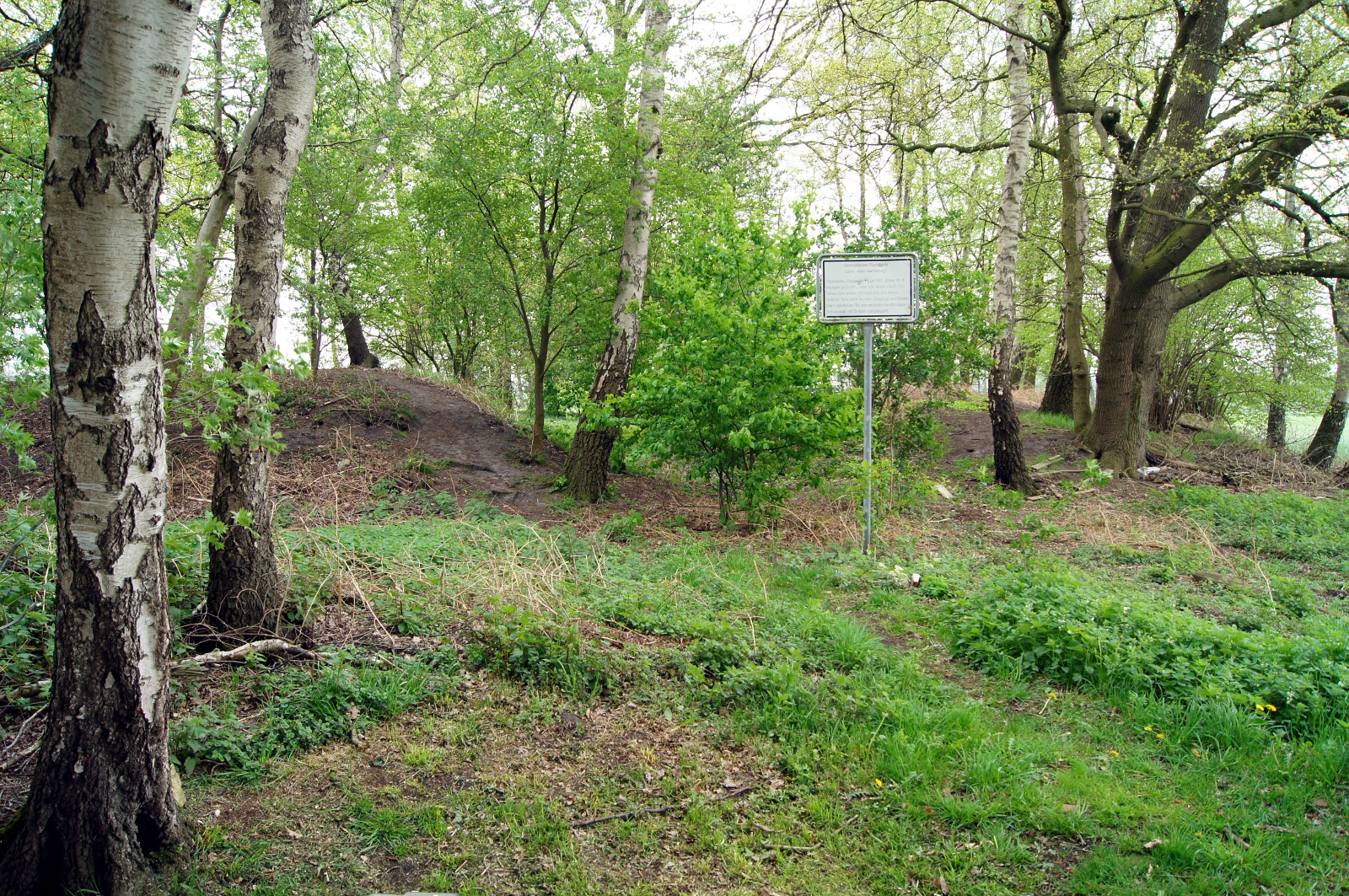
Die Jansburg – verfallene Erdwälle und Gräben
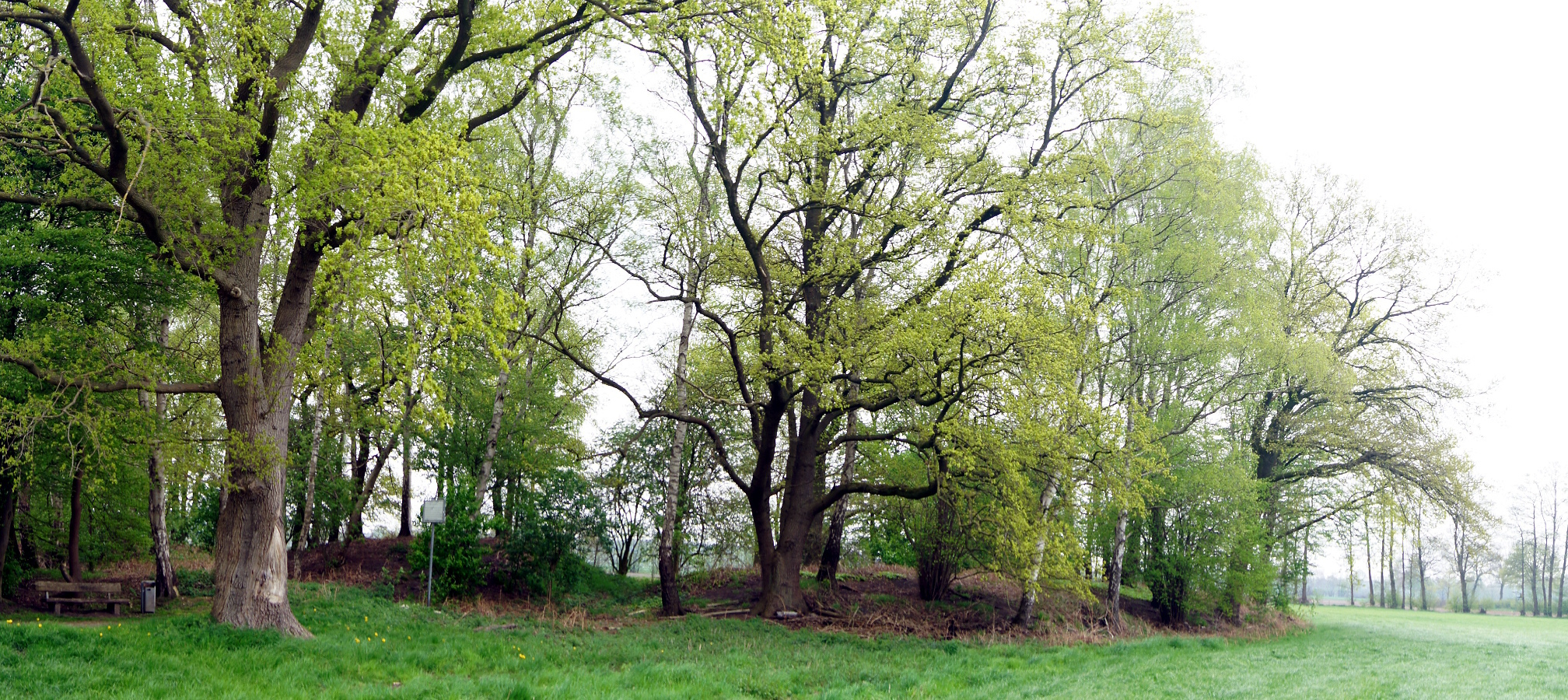
Der Zugang zur Jansburg zwischen Erdwällen
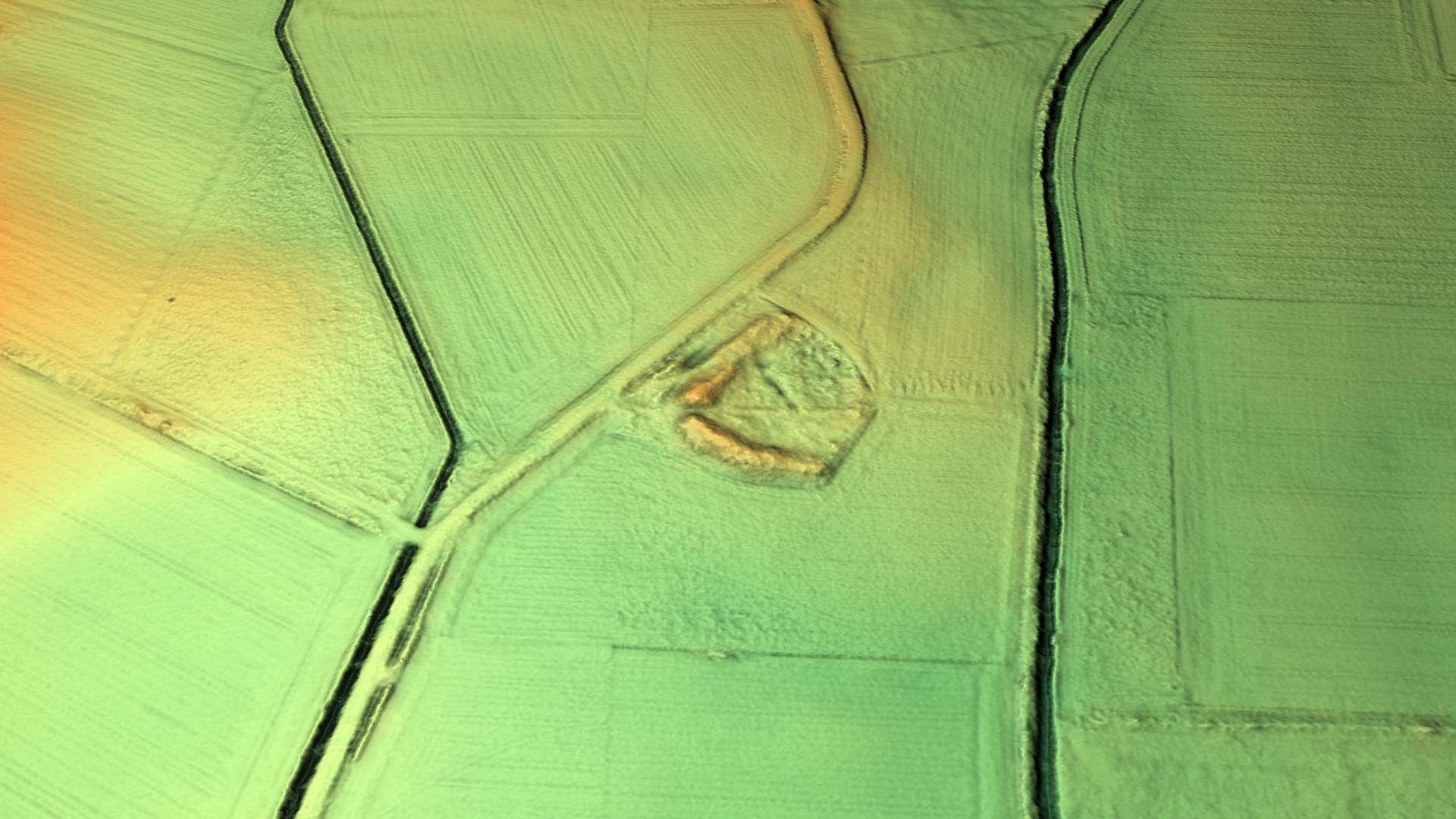
3D-Geländemodell der Wallburg
- Geländemodell der Jansburg